# Joan Sanç i de Barutell
Joan Sanç i de Barutell   (Barcelona, 4 de març de 1756 - 1822) fou un mariner i historiador català, membre de la Reial Acadèmia de les Bones Lletres de Barcelona i recopilador d'una valuosa col·lecció diplomàtica sobre la història de la marina.

## Biografia
Era fill de Ramon Sanç i de Sala i de Marianna de Barutell i de Càncer, filla de Bonaventura de Barutell i d'Asprer, baró de Bestracà i senyor d'Oix, Talaixà i Puig-Barutell. Va estudiar lleis a la Universitat de Cervera i va rebre el grau de doctor el 1777 Va ingressar després en l'Armada Reial i va prendre part en diverses expedicions navals fins que va ser destinat oficialment pel govern per fer investigacions sobre la Marina als arxius espanyols, també va copiar documents que es custodiaven a la Reial Acadèmia de la Història de Madrid.
Va ocupar diversos càrrecs en organismes superiors de l'Armada i també com a arxiver a la Secretaria de Marina i a l'Arxiu de la Corona d'Aragó. En aquest últim va ser comissionat oficialment pel govern per fer investigacions sobre l'Armada Reial del rei d'Aragó de l'edat mitjana: expedicions, armaments, guerres, ordenances, etc. Posteriorment es va traslladar a l'Arxiu General de Simancas, per fer el mateix comès amb la Marina de Castilla amb documentació datada entre els segles xiv i xvii.